# Matutinus orion
Matutinus orion är en insektsart som beskrevs av Ronald Gordon Fennah 1972. Matutinus orion ingår i släktet Matutinus och familjen sporrstritar. Inga underarter finns listade i Catalogue of Life.